# Patzeltsporn
Der Patzeltsporn ist ein Nunatak in den Kottasbergen der nördlichen Heimefrontfjella im ostantarktischen Königin-Maud-Land. Er ragt zwischen dem Steenstruphorten und dem Krogh-Johanssenberga als etwa 400 m langer und bis zu 150 m breiter Sporn aus dem Inlandeis. Der höchste Punkt des eisfreien Bereichs liegt bei etwa 1700 m. Geologisch besteht der Patzeltsporn aus eng verfalteten Paragneisen, nur an der Nordspitze treten einige Meter helle Metavulkanite auf.
Benannt wurde der Nunatak nach dem österreichischen Geographen und Polarforscher Gernot Patzelt (* 1939).